# Sella (Marina Baixa)
Sella és un municipi del País Valencià situat a la comarca de la Marina Baixa. El municipi es troba a la zona meridional de la serra d'Aitana. El millor accés és des de la Vila Joiosa, a través de la CV-770. Limita amb els termes municipals d'Alcoleja, Benifato, Benimantell, Confrides, Finestrat, Orxeta, Penàguila i Relleu. L'economia de Sella es basa tradicionalment en l'agricultura, i també s'està desenvolupant el sector del turisme rural. Destaquen com a monuments i llocs d'interés el Castell de Santa Bàrbara, declarat Bé d'Interés Cultural, la Torre de Sella; i el Vell molí, d'interés arquitectònic. Les festes patronals, de molta anomenada i convocatòria, són en honor de la Divina Aurora i es fan el primer cap de setmana d'octubre. Un dels actes destacables és la partida de Llargues que pilotaris professionals juguen des de fa més de 100 anys.

## Història

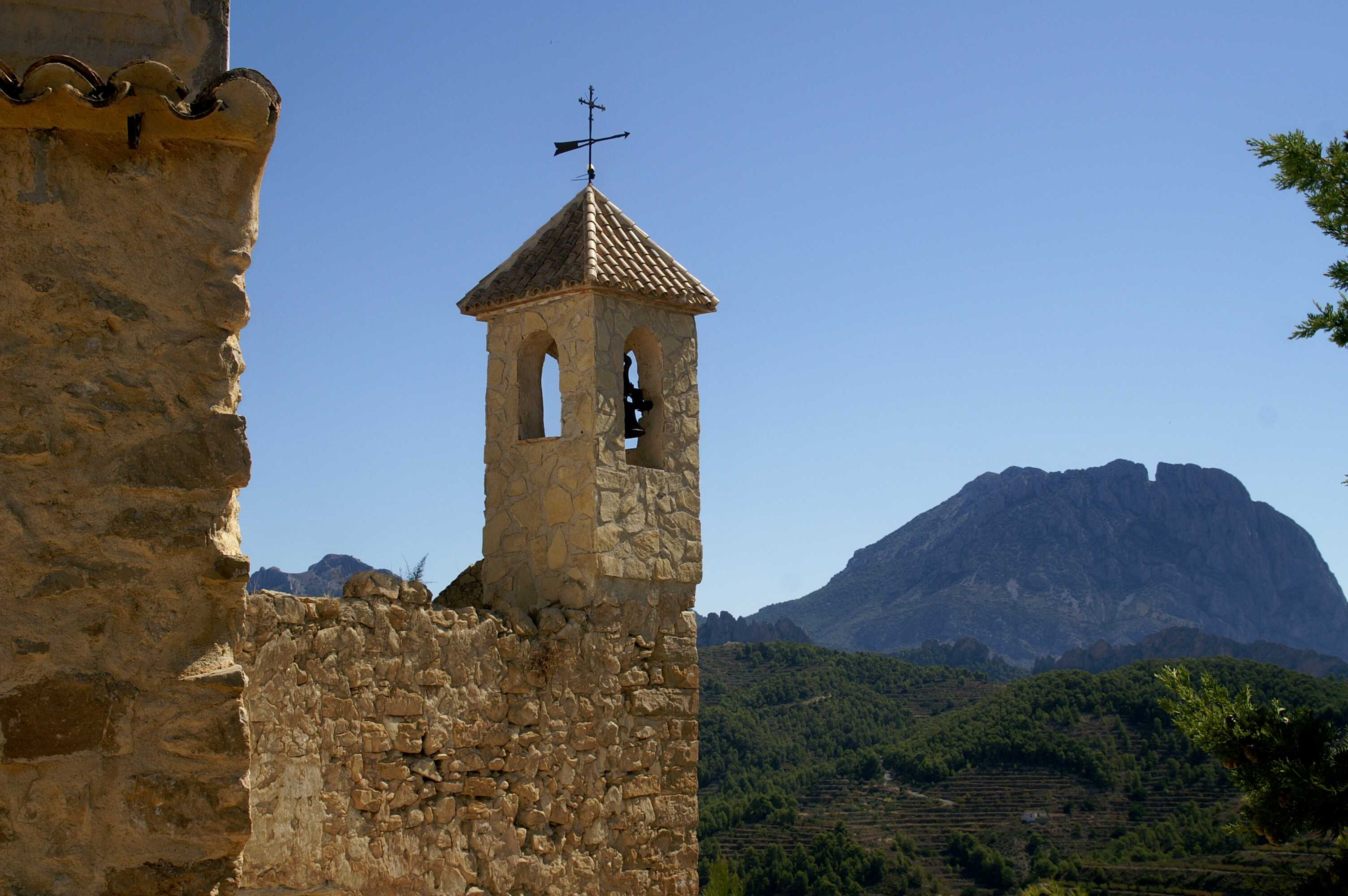
Ermita de Sella (restes del castell de Santa Bàrbara) amb el Puig Campana al fons.

L'origen del poble es remunta a l'establiment d'una fortalesa musulmana, al voltant de la qual es construí un important nucli de moriscos dependent de Cocentaina. Degué ser el primer senyor Eximèn Pérez de Oriz quan amb el rei Jaume I es va conquerir la zona. En l'any 1609, abans de la seua expulsió, estava integrada per 115 cases segons el Cens de Caracena. Fou repoblada amb cristianvells de les comarques del voltant a instàncies del senyor territorial, la qual jurisdicció fou ostentada pels Calatayud.
El segle xviii va pertànyer als comtes de Cirat. La seua església va estar annexa a la de Finestrat fins a l'any 1574, en què es va erigir en parròquia independent. El nombre d'habitants ha disminuït durant el segle xx a causa de l'emigració vers la costa: de 872 habitants el 1970, n'ha passat a 586 el 2002.

## Demografia
El nombre dels seus habitants ha anat disminuint durant tot el segle xx a causa de l'emigració cap a la costa: 1.856 habitants el 1887, 1.410 el 1930, 1.260 el 1960, 566 el 1991. No obstant això, com en Relleu, Orxeta o altres municipis veïns de l'interior, la població del municipi ha eixit molt recentment del seu endèmic saldo demogràfic negatiu (encara que de manera menys marcada que les altres localitats esmentades) a causa al turisme d'interior: de 586 habitants que hi havia el 2002, el cens de 2005 dona una xifra de 633 habitants, sent el 14,06% nacionalitat estrangera, britànica i alemanya principalment. La taula següent resumix l'evolució dels efectius humans del municipi al llarg de l'època estadística:
| Población | 1.694 | 1.856 | 1.758 | 1.658 | 1.605 | 1.410 | 1.454 | 1.423 | 1.260 | 872 | 690 | 566 | 591 | 633 | 639 | 636 |

## Política i govern

### Composició de la Corporació Municipal
El Ple de l'Ajuntament està format per 7 regidors. En les eleccions municipals de 26 de maig de 2019 foren elegits 5 regidors de l'Agrupació d'Electors de Sella (AES), 1 del Partit Popular (PP) i 1 del Partit Socialista del País Valencià (PSPV-PSOE).
| Eleccions municipals de 26 de maig de 2019 - Sella                                                                       |                                          |                                     |                                     |      |          |          |
| Candidatura | Candidatura                              | Candidatura                         | Cap de llista                       | Vots | Vots     | Regidors |
| | Agrupació d'Electors de Sella            |                                     | María del Milagro Llinares Fenollar | 286  | 69,42%   | 5 ()     |
| | Partit Popular                           |                                     | Vicente Algado Sellés               | 65   | 15,78%   | 1 (-1)   |
| | Partit Socialista del País Valencià-PSOE |                                     | Ramon Alemany Garcia                | 57   | 13,83%   | 1 (+1)   |
| | Vots en blanc                            |                                     |                                     | 4    | 0,97%    |          |
| Total vots vàlids i regidors                                                                                             | Total vots vàlids i regidors             | Total vots vàlids i regidors        | Total vots vàlids i regidors        | 412  | 100 %    | 7        |
| | Vots nuls                                | Vots nuls                           | Vots nuls                           | 14   | 3,29%    |          |
| Participació (vots vàlids més nuls)                                                                                      | Participació (vots vàlids més nuls)      | Participació (vots vàlids més nuls) | Participació (vots vàlids més nuls) | 426  | 86,94%** |          |
| Abstenció | Abstenció                                | Abstenció                           | Abstenció                           | 64*  | 13,06%** |          |
| Total cens electoral | Total cens electoral                     | Total cens electoral                | Total cens electoral                | 490* | 100 %**  |          |
| Alcaldessa: María del Milagro Llinares Fenollar (AES) (15/06/2019)                                                       |                                          |                                     |                                     |      |          |          |
| Fonts: JEC, JEZ la Vila Joiosa, Periòdic Ara. (* No són vots sinó electors. ** Percentatge respecte del cens electoral.) |                                          |                                     |                                     |      |          |          |

### Alcaldia
Des de 2015 l'alcaldessa de Sella és María del Milagro Llinares Fenollar, de l'Agrupació d'Electors de Sella (AES).
| Període                       | Alcalde o alcaldessa                     | Partit polític | Data de possessió     | Observacions         |
| ----------------------------- | ---------------------------------------- | -------------- | --------------------- | -------------------- |
| 1979–1983                     | José Cantó García                        | PSPV-PSOE      | 19/04/1979            | --                   |
| 1983–1987                     | José Cantó García                        | PSPV-PSOE      | 28/05/1983            | --                   |
| 1987–1991                     | Salvador García Cerdà                    | IS             | 30/06/1987            | --                   |
| 1991–1995                     | Salvador García Cerdà                    | PSPV-PSOE      | 15/06/1991            | --                   |
| 1995–1999                     | Vicente Mas Pla                          | PP             | 17/06/1995            | --                   |
| 1999–2003                     | Vicente Mas Pla                          | PP             | 03/07/1999            | --                   |
| 2003–2007                     | Vicente Mas Pla                          | PP             | 14/06/2003            | --                   |
| 2007–2011                     | Vicente Mas Pla Natalia Hernández Ferrer | PP             | 16/06/2007 15/04/2009 | Dimissió/renúncia -- |
| 2011–2015                     | Natalia Hernández Ferrer                 | PP             | 11/06/2011            | --                   |
| 2015–2019                     | Milagro Llinares Fenollar                | AES            | 13/06/2015            | --                   |
| 2019-2023                     | Milagro Llinares Fenollar                | AES            | 15/06/2019            | --                   |
| Des de 2023                   | Milagro Llinares Fenollar                | AES            | 17/06/2023            | --                   |
| Fonts: Generalitat Valenciana |                                          |                |                       |                      |

## Sellards de renom
- Pablo Vidal Climent, pilotari.
- José Vicente Cerdá Lloret, diputat i senador.